# Du är mitt trygga bo
Du är mitt trygga bo (engelska: You are my hidingplace eller Hindingplace) är en amerikansk psalm med text och musik skriven 1981 Michael Ledner. Psalmen fick spridning i USA via ungdomar och i Israel via Kibbutzskretsar. Sången gavs på 1970-talet ut på skiva av skivbolaget Maranatha! Music, som var verksamma inom Jesusrörelsen. Texten översattes till svenska 1991 av pastorn Thomas Lindbjer. Texten bygger på Psaltaren 32:7, 56:4, 121:7 och Andra Korintierbrevet 12:9–10. Psalmen kom i Sverige att användas inom kyrklig ungdomsverksamhet.

## Publicerad i
- Verbums psalmbokstillägg 2003 som nummer 761 under rubriken "Stillhet - meditation".[1]
- Ung psalm som nummer 196.[1]